# The Sandman (film, 1991)
Pour les articles homonymes, voir Sandman.
Pour plus de détails, voir Fiche technique et Distribution.
The Sandman est un court-métrage d'animation en stop-motion animé et réalisé par Paul Berry, qui a été nommé à l'Oscar du meilleur court-métrage d'animation en 1993. Le scénario est inspiré de la légende européenne de L'Homme au sable de la version de Ernst Theodor Amadeus Hoffmann.

## Synopsis
Le court-métrage commence par un plan d'ensemble d'un paysage lunaire et montagneux et par l'apparition du titre (The Sandman), les deux étant accompagnés par une musique angoissante. Ils disparaissent par un fondu sur une lune croissante et sur l'extérieur d'une maison la nuit qui pourrait être, selon des détails comme des tours de guets, les maisons à colombages et les meneaux aux fenêtres, en Europe médiévale. À l'intérieur, une femme coud à côté d'une cheminée allumée et un petit garçon pâle, peut-être son fils, joue du tambour en suivant le rythme des secondes. Une pendule à coucou sonne vingt heures (le coucou est remplacé par une figurine squelettique de la mort) et la femme met de côté son point de croix, prend le tambour du garçon et lui donne une petite lampe à huile et, avec une caresse sur la tête, l'envoie monter une série d'escaliers sombres et absurdement longs pour aller se coucher. L'éprouvante montée des marches est ponctuée de bruits de crissements effrayants et d'ombres indéchiffrables et mystérieuses.
Une fois au grenier, il se rue dans sa chambre à coucher, bondit dans son lit baigné dans la lueur lueur de la lune traversant la large fenêtre de la pièce et tire les draps jusqu'au-dessus de sa tête. Cependant, il ne peut pas s'empêcher de donner des coups d'œil à sa chambre obscure et à la lune biscornue au travers de la fenêtre, qui prend momentanément la forme du profil d'un visage aviaire. Il se frotte les yeux et elle est partie. Un bruissement sous son lit se trouvera être un rat.
Pendant ce temps, au pied des escaliers, une étrange apparition apparaît à travers une porte fermée : un être humanoïde menaçant aux allures de rapace avec un large nez et menton crochu (rappelant le quart de lune), des bras couverts de plumes, des hauts-de-chausses et des chaussettes montantes : le Sandman. Il semble prendre un malin plaisir à créer toutes sortes de bruits perturbants et inexplicables et monte les escaliers avec une démarche saccadée. Le garçon l'entend s'approcher et se cache sous les couvertures en regardant de temps en temps au-dehors pour voir le danger imminent jusqu'à ce qu'il casse accidentellement sa lampe et alerte le Sandman sur sa position. Un intrus dans sa chambre retire la couverture, mais il se trouve que c'est la femme du début du métrage qui était inquiète, récupère la lampe cassée, ferme ses yeux de manière rassurante et quitte la pièce rapidement. Cependant, sitôt que la porte se ferme, le Sandman émerge des ténèbres. Il commence une démarche exagérée, presque ritualisée, puis des bonds autour du lit, tout en faisant de petits bruits pour inciter l'enfant à ouvrir les yeux ; il refuse. La créature prépare une poignée de sable pour l'envoyer dans les yeux du garçon.
Finalement, le garçon cède, ouvre les yeux, et le Sandman lui lance le sable dans la figure. En silhouette, nous voyons la créature arracher quelque chose, mettre ceci dans un sac, et, une fois son objectif accompli, s'envole subitement par la fenêtre ouverte à travers la nuit.
Sur la Lune, le Sandman atterrit  sur ce que nous pouvons maintenant identifier comme son nid (vu dans le plan d'ouverture) qui abrite sa jeune et hideuse progéniture. Il ouvre on sac et sort deux globes oculaires (en même temps, nous est montré une image du visage de l'enfant sans yeux). Les poussins mangent goulûment. 
Après le générique de fin, le garçon aveugle est montré marchant sans but, tandis qu'un groupe d'autres victimes similaires apparaît dans la lumière.

## Fiche technique
- Réalisateur : Paul Berry
- Distribution : Channel Four Television Corporation (1991) UK (TV)
- Genre : Horreur, Animation
- Classification : PG[2]